# エウクリデス・ベタンコート
エウクリデス・A・ベタンコート（Euclides A. Bethancourt、1981年11月23日 - ）はパナマ共和国・サン・カルロス出身の元プロ野球選手（投手）。右投右打。

## 経歴
1999年にアマチュアFAでタンパベイ・デビルレイズと契約し、ベネズエラン・サマーリーグでプロデビュー。
2000年はルーキー級アパラチアンリーグのプリンストン・レイズで13試合（うち先発11試合）に登板し、1勝5敗、防御率7.33という成績を記録した。マイナーリーグでの試合出場はこの年限りであった。
その後はパナマ代表として数多くの国際試合に出場するとともに、2005年からパナマ国内リーグのリーガ・プロフェシオナル・デ・ベイスボル・デ・パナマ（LPBP）で17シーズンに渡りクローザーとしてプレーし、リーグ歴代1位となる54セーブの記録を残して、2021年限りで現役を引退した。

## 詳細情報

### 代表歴
- 第36回IBAFワールドカップ（2005年）[4]
- 第16回パンアメリカン競技大会（2011年）[4]
- 第3回ワールド・ベースボール・クラシック予選（2012年）[4][5]
- 第17回ボリバリアンゲームズ（2013年）[4]
- 第4回ワールド・ベースボール・クラシック予選（2016年）[4]
- 第23回中央アメリカ・カリブ海競技大会（2018年）[4]